# Zasadzka (obraz Feliksa Sypniewskiego)
Zasadzka – obraz olejny namalowany przez polskiego malarza Feliksa Sypniewskiego w 1856, znajdujący się w kolekcji prywatnej.

## Opis
Namalowany w Paryżu w najlepszym okresie w twórczości Sypniewskiego batalistyczny obraz przedstawia wizję bitwy pod Koźminem (obecnie na Ukrainie), stoczonej 26 października 1497 podczas wojny polsko-tureckiej (1485–1503), będącej jedną z tak zwanych awantur mołdawskich. Wycofujące się do Polski wojska koronne zostały wówczas podstępnie zaatakowane z zasadzki przez Mołdawian (którzy złamali w ten sposób dopiero co zawarty rozejm), wspieranych posiłkami tatarskimi, tureckimi i wołoskimi, wysłanymi przez hospodara Mołdawii Stefana Wielkiego. 
Znakomicie przedstawiona pełna dynamizmu scena rozgrywa się w gęstym lesie. Straż przednia wojsk polskich zostaje zaskoczona przez bardzo dobrze ukrytych mołdawskich żołnierzy uzbrojonych w łuki, miecze i piki. Na pierwszym planie trzech polskich jeźdźców ciężkiej jazdy na rosłych koniach, zaciekle broni się przed atakami; jeden z nich został powalony na ziemię. W głębi po prawej widoczne są zwarte szeregi wojska polskiego.   
Po stronie polskiej aktywnie dowodził król Jan I Olbracht. To do tego zdarzenia odnosi się powiedzenie „Za króla Olbrachta wyginęła szlachta”, jakkolwiek sama bitwa zakończyła się tylko porażką, a nie totalną klęską.